# Ferdinand Kolarik
Ferdinand Kolarik (Dürnkrut, 1937. október 4. – 2021. január 6.) válogatott osztrák labdarúgó, hátvéd.

## Pályafutása

### Klubcsapatban
1957 és 1964 között az Admira Wacker labdarúgója volt. 114 élvonalbeli mérkőzésen szerepelt és tagja volt az 1964-es osztrákkupa-győztes együttesnek.

### A válogatottban
1963 tavaszán két alkalommal szerepelt az osztrák válogatottban.

## Sikerei, díjai
Admira Wacker
- Osztrák kupa
  - győztes: 1964

## Statisztika

### Mérkőzései a válogatottban
| Ausztria | Ausztria          | Ausztria              | Ausztria | Ausztria | Ausztria      | Ausztria   | Ausztria | Ausztria |
| #        | Dátum             | Helyszín              | Hazai    | Eredmény | Vendég        | Kiírás     | Gólok    | Esemény  |
| -------- | ----------------- | --------------------- | -------- | -------- | ------------- | ---------- | -------- | -------- |
| 1.       | 1963. április 24. | Bécs, Práter-stadion  | Ausztria | 3 – 1    | Csehszlovákia | barátságos | -        |          |
| 2.       | 1963. május 8.    | Glasgow, Hampden Park | Skócia   | 4 – 1    | Ausztria      | barátságos | -        |          |
|          | Összesen          |                       |          | 2        | mérkőzés      |            | 0        | gól      |